# Douce Nuit (roman)
Pour le chant de Noël, voir Douce nuit, sainte nuit.
Pour la nouvelle de Dino Buzzati, voir Douce Nuit (nouvelle).
Douce Nuit (Silent Night) est un roman policier de Mary Higgins Clark paru en 1995.
La traduction française par Anne Damour est publiée en 1997.

## Les personnages principaux
- Brian Dornan : sept ans, cadet d’une famille composée de quatre membres : son père, Thomas, sa mère, Catherine, son frère, Michael, dix ans et lui sept.

- Jimmy Siddons : évadé de prison. Il tente de fuir pour rejoindre sa petite amie dans un pays étranger. Ses parents sont morts et il ne lui reste qu'une sœur, Cally Hunter, qui a une fille : Gigi.

### Physique et caractère
- Brian est maigre et petit pour son âge. Il a les cheveux d’un roux foncé, les yeux bleus, des taches de rousseur et il lui manque une dent de devant. Pour son frère, il est une « mauviette ». De plus, le petit garçon est timide mais il est très persévérant ; il décide de poursuivre la femme qui a volé le portefeuille de sa mère où se trouvait la médaille de saint Christophe, qui est censée guérir son père d’une grave maladie.
- Jimmy Siddons est convaincu que cette fois-ci, il réussira son évasion. Il est capable de tuer ou de prendre en otage pour cela.

### Évolution du personnage
- Au départ de son enlèvement, Brian a plutôt un sentiment de peur profonde ; il n’ose rien dire et reste planqué dans son siège de voiture. Mais au fil des heures, il imagine des solutions pour s’échapper et tente de les mettre en action mais en vain… Car Jimmy Siddons, son ravisseur reste veillant auprès du petit garçon.
- Au début de son évasion, Jimmy est sûr de lui, il connaît son plan par cœur et sait qu’il va réussir. Il en est convaincu. Mais au fil des heures, il commence à être stressé, il hésite. Il devient paranoïaque : il se sent suivi.

## Cadre et époque
L’histoire se déroule d’un côté à New York, où Catherine et Michael attendent le retour de Brian et où Thomas se fait soigner à l’hôpital. De l’autre côté, l’histoire se déroule sur la route qui mène au Canada, dans une voiture que Jimmy Siddons a volée et tient en otage le petit Brian.
L’histoire se passe pendant la nuit de la veille de Noël. Elle dure presque toute la nuit.

## Résumé du récit
Tom est gravement malade. Ses fils sont convaincus qu’en lui donnant la médaille de Saint-Christophe de leur grand-mère, il guérira. C’est donc pourquoi, Brian, Michael et Catherine, leur mère, vont lui rendre visite et ainsi lui remettre la médaille. Mais pendant leur déplacement vers New York, en direction de l’hôpital, le médecin de Tom téléphone pour dire que son malade a fait un malaise et qu’il vaut mieux attendre quelques heures avant de faire apparition dans sa chambre. C’est pourquoi ils décident tous les trois d’aller faire un tour dans les magasins. 
Et c’est pendant que la foule chante « douce nuit » autour d’un violoniste, que le tragique événement se produit ! Après que Catherine ait donné de l’argent à ses enfants pour le musicien, elle laisse tomber son portefeuille. Une femme prénommée Cally ramasse l’objet et part avec. Le seul à l’avoir remarqué est le petit Brian, le cadet de sept ans.
Ce qui le pousse à suivre cette femme est que dans ce portefeuille se trouve la médaille qui guérira son père. Brian croit au pouvoir de cette médaille ! Il doit la retrouver. Il s’élance alors à la poursuite de la voleuse, sans prévenir ni sa mère ni son frère.
À la fin de la chanson, Catherine ne voit que Michael… Mais où est Brian ?! Il suit toujours Cally… et arrive finalement à son appartement. Il sonne et surprend Cally avec son frère, Jimmy Siddons, évadé de prison. Brian arrive à récupérer la médaille de saint Christophe mais le fugitif l’emmène avec lui, vole une voiture pour aller en pays étranger, au Canada où Jimmy retrouvera sa copine.
La police conseille à la mère de famille, rongée pas l’inquiétude de décrire l’enfant disparu pour que toutes les personnes qui regardent la télévision ou écoutent la radio sachent qu’un prénommé Brian Dornan, âgé de sept ans a disparu près du grand sapin de noël à New York. La nouvelle se diffuse rapidement, et bientôt même Jimmy est au courant que la police le cherche lui et l'enfant.
Brian évalue la situation : son ravisseur ne roule pas vite car il commence à neiger ; s’il détache sa ceinture, ouvre la portière et se jette dans le fossé, il arrivera à se sauver… il tente de mettre son plan en action… il pose sa main sur l’attache de la ceinture de sécurité… et au moment où il essaie de se détacher, Jimmy verrouille sa portière. La tentation de s’évader de la voiture est tombée à l’eau… Brian n’a plus aucune chance !
Les heures passent, les estomacs ont faim, il faut s’arrêter. Ils commandent quelque chose à manger dans un McDonald's. La serveuse, un peu trop bavarde à leur goût, découvre au cou du petit garçon la médaille de saint Christophe et s’y intéresse.
Un policier, se trouvant par hasard derrière Jimmy dans la file du McDonald's prend part aux observations de la servante. Un peu plus tard, ce même policier, Chris McNally, entend l’annonce comme quoi un enfant portant une médaille de saint Christophe se trouve dans les mains d’un dangereux criminel, Jimmy Siddons. Le policier fait tout de suite le lien entre l’annonce et ce que la servante venait de lui raconter. Il prévient son supérieur et part à la poursuite de la voiture.
Jimmy ne se sent pas rassuré ; il se sent suivi… effectivement, une voiture, les phares éteints, le suit à distance. Il essaie de semer cette voiture, mais le conducteur a l’air décidé à le pincer ! Il trouve enfin un endroit calme ou Chris McNally n’a pas pu le suivre, prend son révolver, déverrouille les portières, vise Brian… mais l’enfant se débat et la médaille vient frapper le visage du tueur ! Brian arrive à sauter de la voiture ! Jimmy reprend très vite ses esprits et tire sur le gamin ! Des voitures de patrouille encercle l’évadé et Chris McNally court près de Brian et le rassure.
Après ces péripéties, la famille se retrouve dans la chambre d’hôpital de Thomas ; tous sains et sauf. Dès que le père aura la permission de sortir de l’hôpital, ils iront tous fêter Noël chez eux, en famille.